# 基乌罗
基乌罗（義大利語：Chiuro），是意大利松德里奥省的一个市镇。总面积51平方公里，人口2545人，人口密度49.9人/平方公里（2009年）。国家统计（ISTAT）代码为014020。